# 阿德拉爾省 (毛里塔尼亞)
阿德拉爾省（阿拉伯语：‎）是毛里塔尼亞中北部的一個省份，西北鄰西撒哈拉，東北臨馬里。面積215,300平方公里，2000年估計人口69,542人。首府阿塔爾。
下分3區。
1. ↑  . hdi.globaldatalab.org.   [2018-09-13]. （原始内容存档于2021-08-20） （英语）.